# Psammotettix zaisanensis
Psammotettix zaisanensis är en insektsart som beskrevs av Mitjaev 1971. Psammotettix zaisanensis ingår i släktet Psammotettix och familjen dvärgstritar. Inga underarter finns listade i Catalogue of Life.